# 浙江大学电气工程学院
浙江大学电气工程学院是浙江大学的一个学院，现属于工学部。它由始建于1920年的电机工程学系发展而来，是中国最早创建的电机系之一。学院位于浙江大学玉泉校区。

## 概况
学院设有电机工程学、系统科学与工程学、应用电子学三个学系和电工电子基础教学中心，有电气工程及其自动化、自动化、电子信息工程、系统科学与工程四个本科专业。
目前有1126名在校本科生，644名全日制硕士生，980名非全日制工程硕士研究生，342名博士生，博士后34名。

## 重点学科
- 国家重点学科：电气工程（覆盖电机与电器、电力系统及其自动化、电力电子与电力传动、电工理论与新技术、高电压与绝缘技术5个二级学科）
- 浙江省重点学科：系统分析与集成
- 浙江省重点扶植学科：电工理论与新技术
- 3个博士后科研流动站：电气工程、控制科学与工程（共享）、电子科学与技术（共享）
- 一级学科博士学位授予权：电气工程
- 10个二级学科，其中9个博士点、10个硕士点[1]

## 师资力量
共有21名两院院士曾在学院学习或工作过，如首批中国工程院院士汪槱生，中国科学院院士、原浙大校长韩祯祥等。
学院现有202名教职工，其中教学科研人员127人，80%的教师具有博士学位。其中47名教授（博士生导师）、63名副教授（含副研究员）、14名高级工程师。

## 研究机构
- 9个研究所
- 一个电工电子教学实验中心，面向全校
- 一个专业教学实验平台，面向全院
- 电力电子技术国家专业实验室
- 电力电子应用技术国家工程研究中心
- 电工电子国家级实验教学示范中心
- 国家集成电路人才培养基地